# 黃大琮
黃大琮（1862年—20世纪？年），字梅修，福建閩縣人，清末民初官员。
光緒十四年戊子科舉人，歷充四川總督署文案，二十年署四川營山縣知縣，三十一年署彭水縣知縣。光緒三十三年以“聽斷不明性情苟且”被革，候補縣丞，光緒三十三年充郵傳部統計処收掌，調查滇越鐵路委員，旅次著有《鎮南雜詠》，宣統三年奉督憲札委督署文案差，同年發往廣西分省補用，歷充營務署提調，代理臨桂縣知縣。辛亥革命时，軍政府委署桂林府知府，梧州府知府，海軍部南洋巡閱使行營秘書。
民國2年9月，黃大琮任海軍部副官，淞滬亂事出力，民國3年5月政事堂存記，給予四等文虎章，民國3年9月給與七等嘉禾章，民國4年7月授中大夫，民國5年5月任海軍部秘書，7月免，發往直隸簡任職存記，曾任冀縣知事，河間監防員，民國8年3月以辦理災賑出力以簡任職存記升用。